# Xilitla
Xilitla nombre oficial “Xilitlan Taziol” del Nahuatl “Xilis” - “cosoles” (parecido al langostino y de arroyo) “Tlan” - “lugar” y “Taziol” - “caracol” un municipio ubicado en la Región Huasteca del estado de San Luis Potosí, México. Fue nombrado Pueblo mágico el 12 de diciembre de 2011 por la SECTUR. Es conocido por sus fértiles montañas y manantiales.
Es un municipio poco industrializado, lo que ha ayudado a preservar las culturas indígenas náhuatl y tének y sus modos tradicionales de vida. Es famoso por su café y su producción de piloncillo, sus paisajes, además de ser el lugar más lluvioso del estado.

## Toponimia
La traducción más aceptada es “lugar de caracolillos”, que viene del náhuatl “cilin” (caracoles) y “-tlan” (lugar donde abunda). Una traducción secundaria es “lugar de langostines”, de “akosilli” y “-tlan”.

## Localización
El municipio se encuentra localizado en la parte sureste del Estado de San Luis Potosí, en la Zona Huasteca. La cabecera municipal tiene las siguientes coordenadas: 21°23′08″ de latitud norte, y 98°59′25″ de longitud oeste, con una altura de 600 metros sobre el nivel del mar. Sus límites son: al norte con Aquismón y Huehuetlán; al este, Axtla de Terrazas, Matlapa y Tamazunchale, al sur, el Estado de Hidalgo, al oeste, el estado de Querétaro. La distancia aproximada a la capital del estado es de 350 kilómetros.

## Geografía
La superficie total del municipio, de acuerdo con el Sistema Integral de Información Geográfica y Estadística del INEGI al año 2000, es de 414.95 km² y representa un 0.69 % del territorio estatal. 
Se encuentra asentado en las estribaciones de la Sierra Madre Oriental, alcanzando alturas de 2800 metros sobre el nivel del mar, al oeste de la zona; los plegamientos orográficos van reduciendo sus alturas paulatinamente conforme se deslizan al este.  En este municipio no existen zonas de planicie con importancia en extensión.

## Hidrografía
Las corrientes superficiales más importantes son el río Tancuilín, localizado al sureste, el cual delimita la colindancia con el municipio de Matlapa y Tamazunchale; este río procede del estado de Hidalgo y se interna al municipio de Axtla de Terrazas. También dentro del territorio se detecta al noreste una pequeña porción del río Huichihuayán en su trayectoria de Huehuetlán a Axtla de Terrazas. Fuera de estas corrientes sólo se detectan en el área arroyos de tipo intermitente que se forman en las sierras en épocas de lluvias..

## Clima
Una franja en todo el sur del municipio colindando con Querétaro, es de clima semicálido húmedo; en el centro semicálido húmedo con lluvias todo el año y al norte templado húmedo. La precipitación anual es de 2075.3 milímetros; la temperatura media anual es de 22 °C, con una máxima absoluta de 39 °C y una mínima de 3 °C.

## Turismo
- Templo y ex convento Agustino, construido en 1557. Pertenece a la arquitectura monástica-militar.
- Las Pozas, Jardín Escultórico Edward James, construido por el excéntrico artista británico Edward James.
- La Silleta, un macizo montañoso que es todo un reto para los montañistas.
- Parador El Paraíso, desde donde se aprecia el profundo cañón de Tancuilín y una hermosa vista de la sierra.
- Ahuacatlán, que es un pintoresco pueblo que merece ser visitado.
- Sótano de Tlamaya.
- Cueva El Salitre.
- La fiesta de San Agustín: del 27 de agosto al 2 de septiembre. El 28 de agosto se celebra con danzas de Soledad, Varitas y Rebozo y el 15 de noviembre empiezan las fiestas de ese mes.
- Huapango Huasteco, música y danzas indígenas huastecas.
- Museo Leonora Carrington Xilitla, inaugurado en 2018.